# Кунцевичі
Кунцевичі, також Кунчевичі  — шляхетські роди.

## гербу Ружа

варіант гербу Ружа

### Представники
- Йосафат (Кунцевич)

## гербу Лебідь

варіант гербу Лебідь

### Представники

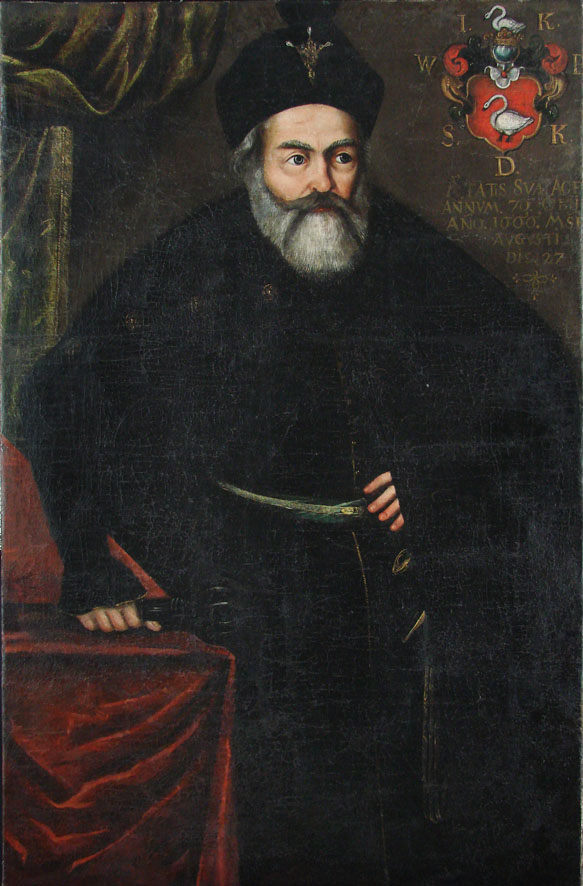
Яків Теодор Кунцевич

- Гіннейд, згаданий в записах під час унії ВКЛ з Короною 1401 року
- Яків — конюший двірський, перший чоловік Ганни Іванівни Сапіги[1]
- Михайло
  - Матвій — власник маєтків Кобельники, Цибанці, Нацевичі (Лідський повіт)
    - Яків Теодор — хорунжий лідський, мінський каштелян, воєвода берестейський,[2] другий чоловік Олени Миколаївни Сапіги[1]
- Самуель (†бл.1643) — писар земський лідський
  - Казимир Теофіл — хорунжий лідський, посол сеймів, син лідської підкоморянки княжни Анни Полубинської — вдови Станіслава Завдзінського; перша дружина — Катерина Федоровичівна, друга — Анна Тишкевич[3]
    - Костянтин Ян Казимир